# Cittadella Nuova

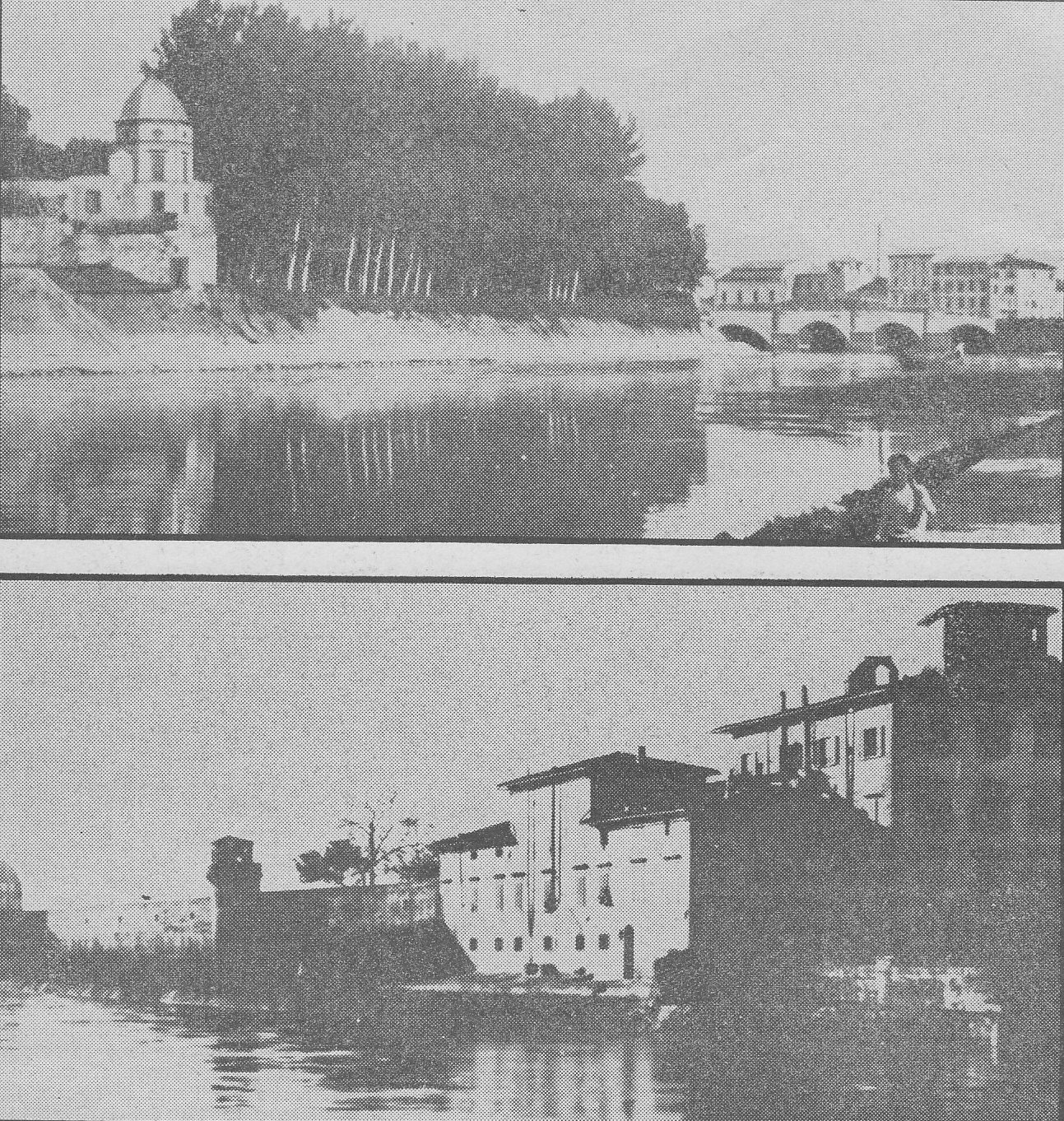
Deux images du Giardino Scotto quand il surplombait l'Arno.

La Cittadella Nuova (Nouvelle Citadelle), maintenant appelé le Giardino di Scotto ou Giardino Scotto (Jardin de Scotto) est une ancienne forteresse de Pise.

## L'histoire
La citadelle a été appelée « nuova  » (nouvelle) pour la distinguer de l'ancienne Citadella Vecchia sur le côté mer de la ville. La Cittadella Nuova se trouve à l'extrême opposé des murs de la ville de Pise, dans le Lungarno Fibonacci, sur la rive Sud de la rivière Arno, entre le Ponte della Vittoria et le Ponte della Fortezza.
La construction a commencé en 1440 au cours de la première période du règne florentin. Dans le cadre des révoltes pisanes et des batailles qui ont conduit à la reconquête florentine de la ville, la forteresse a été endommagée et a dû être restaurée par l'architecte Giuliano da Sangallo.
Cette nouvelle reconstruction a été conçue pour résister aux  forces utilisant des canons - l'une des premières forteresses en Italie conçues pour cela.
À l'intérieur de l'enceinte des fortifications de la Citadelle Nuova, se trouve un vaste jardin créé au début du XIXe siècle par l'architecte Giovanni Caluri pour le magnat livournais Domenico Sotto.
Les frères Scotto avaient acquis la forteresse en 1798, lorsque le grand-duc Léopold Ier de Toscane l'a mise en vente rapidement et a commencé à travailler sur la construction d'un palais avec un vaste espace vert. La légende veut que l'énorme platane qui s'élève au milieu du jardin, a été planté pendant une représentation théâtrale par Carlo Goldoni, mais en réalité, il est mort avant que la famille Scotto ait acquis le jardin.

## Usages
Dans les années 1930, l'endroit est devenu un jardin public et a été utilisé pour des spectacles, des représentations théâtrales, des concerts et du cinéma en plein air en été - un rôle qu'il conserve à ce jour.
Le palais de la famille Scotto a été en grande partie détruit pendant la Seconde Guerre mondiale et le jardin devenait toujours plus dégradé jusqu'en 2008, quand il a été en grande partie reconstruit et réaménagé.

## Images

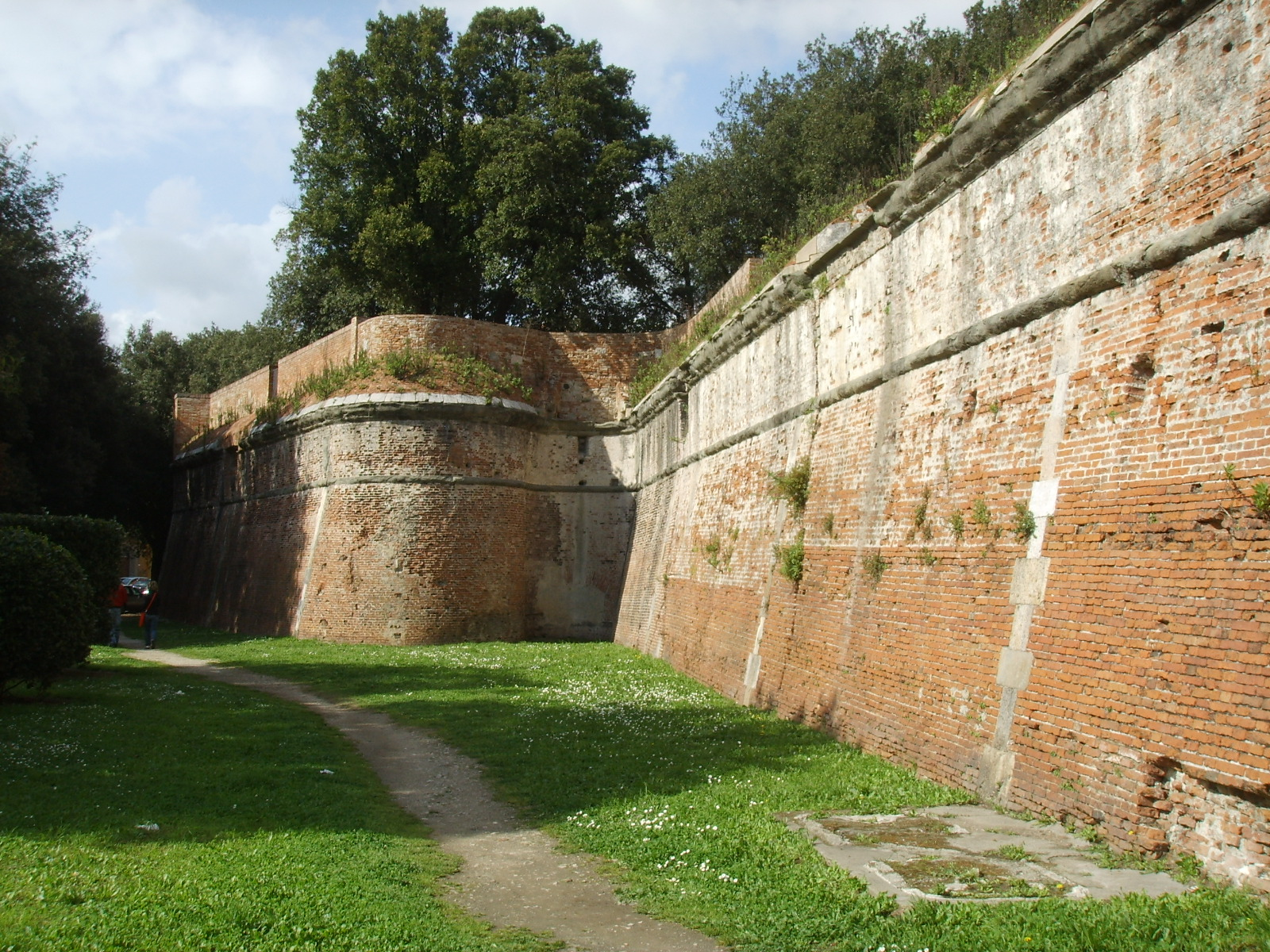
Bastion.
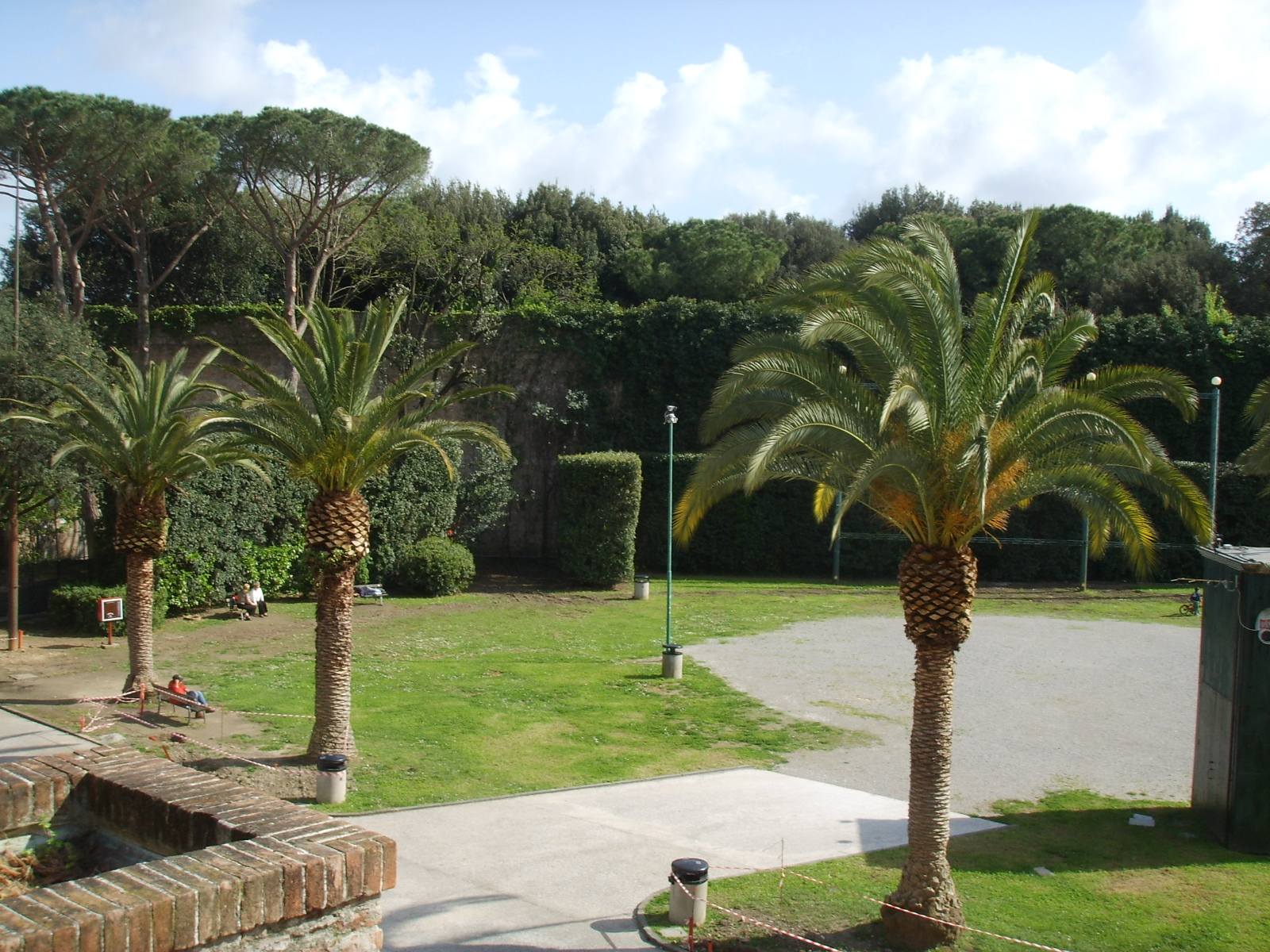
Jardin.
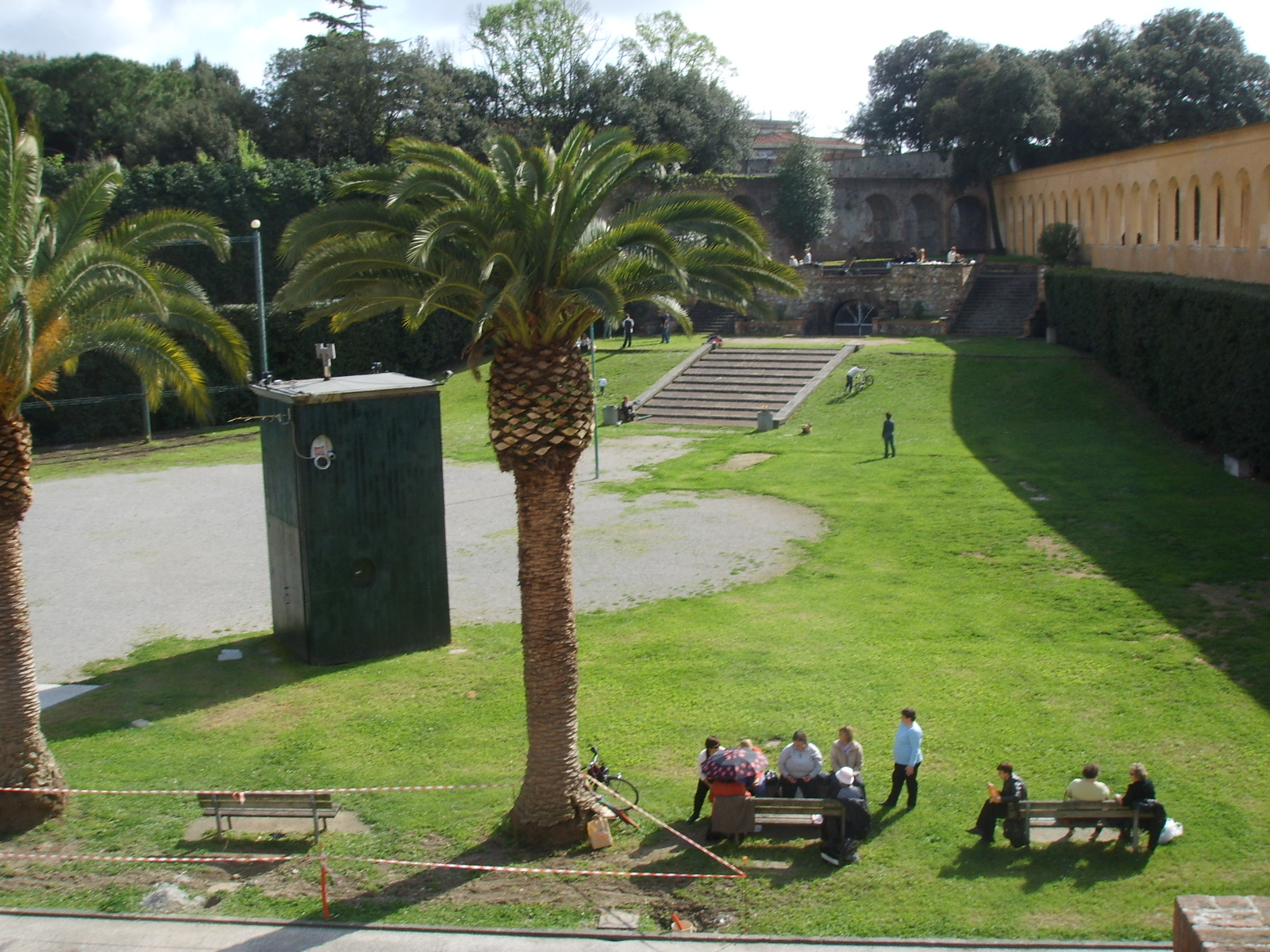
Amphithéâtre naturel.
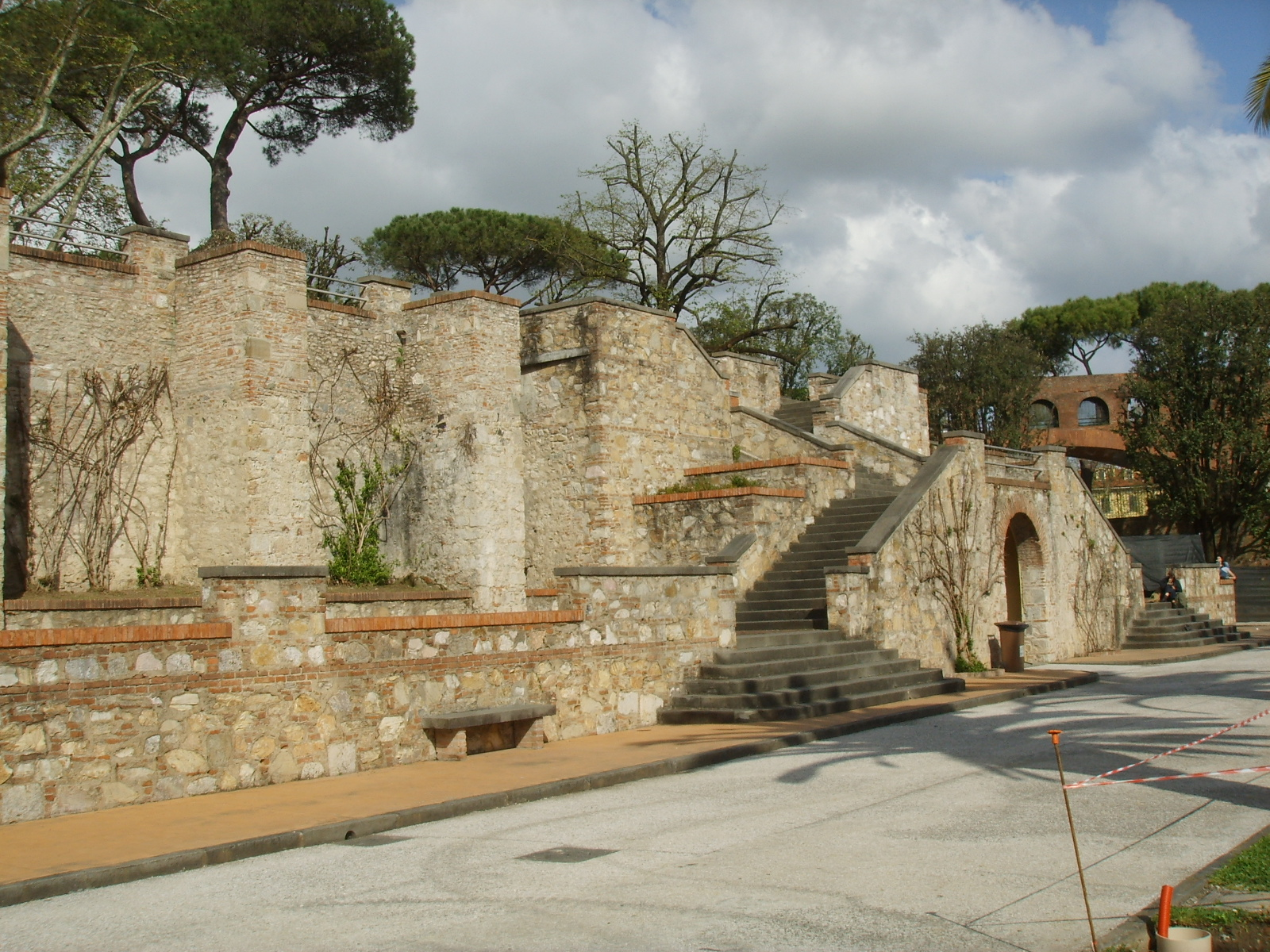
Escalier.
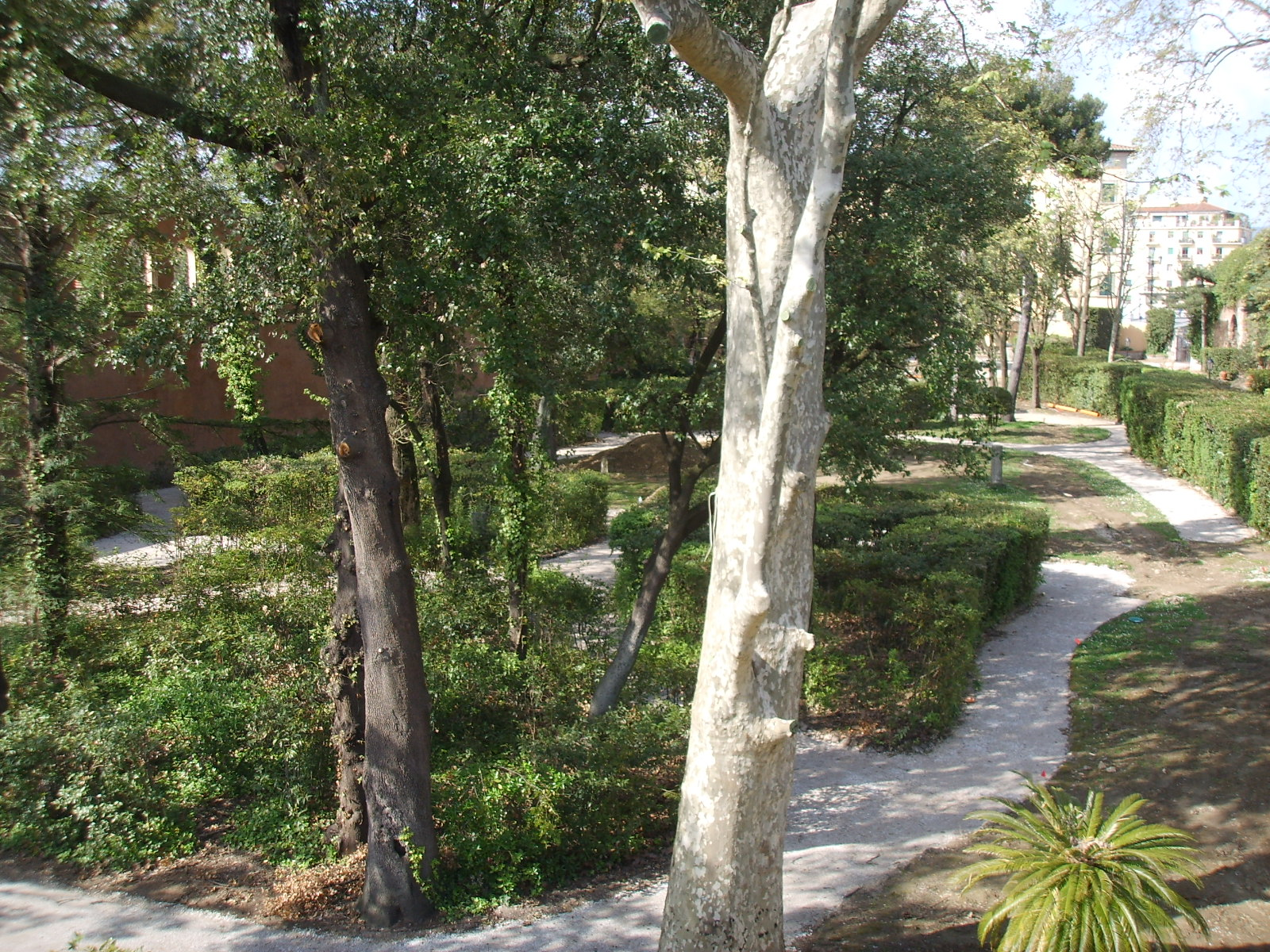
Restauration d'une partie du jardin (avril 2008).
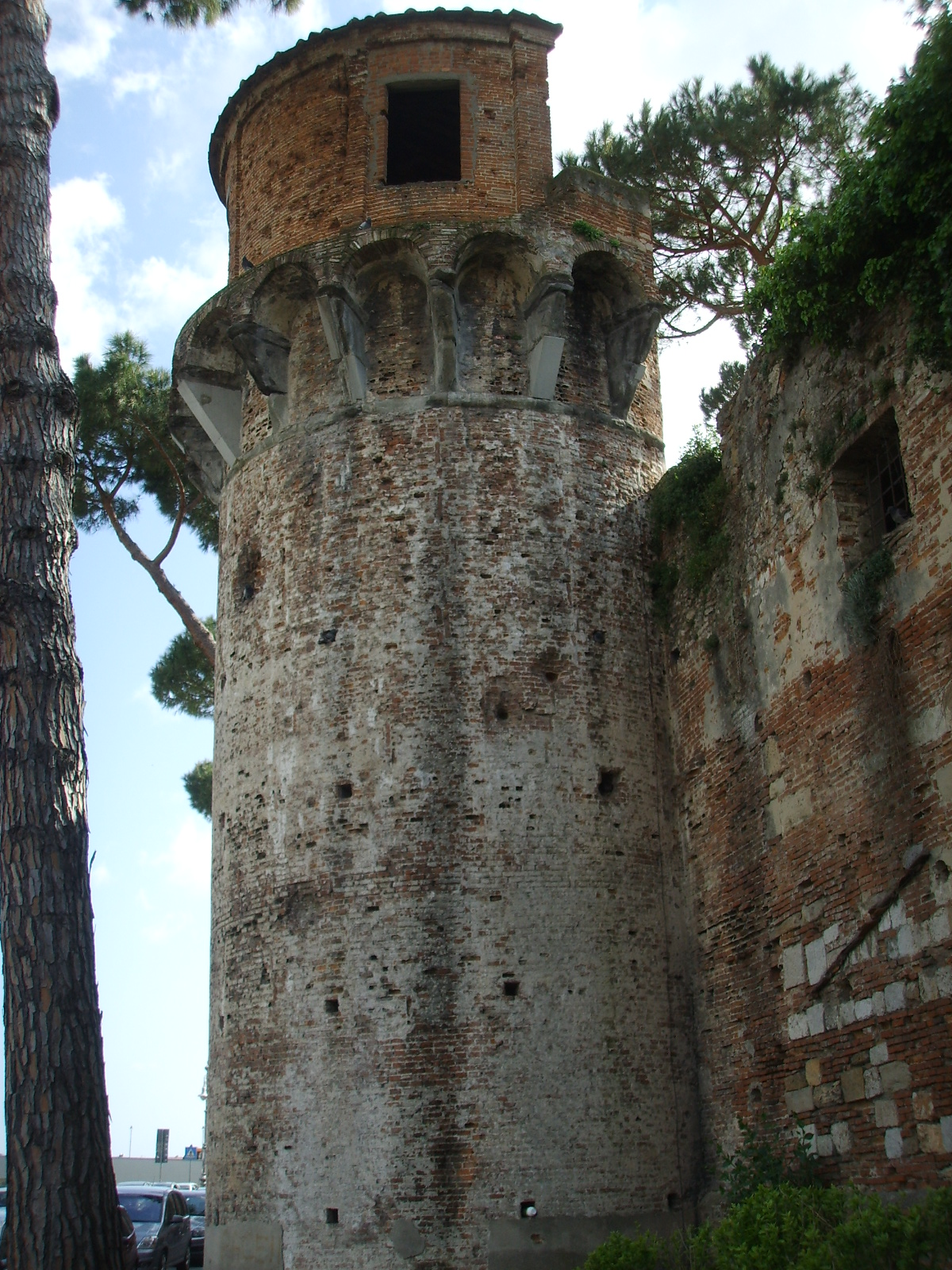
La tourelle.
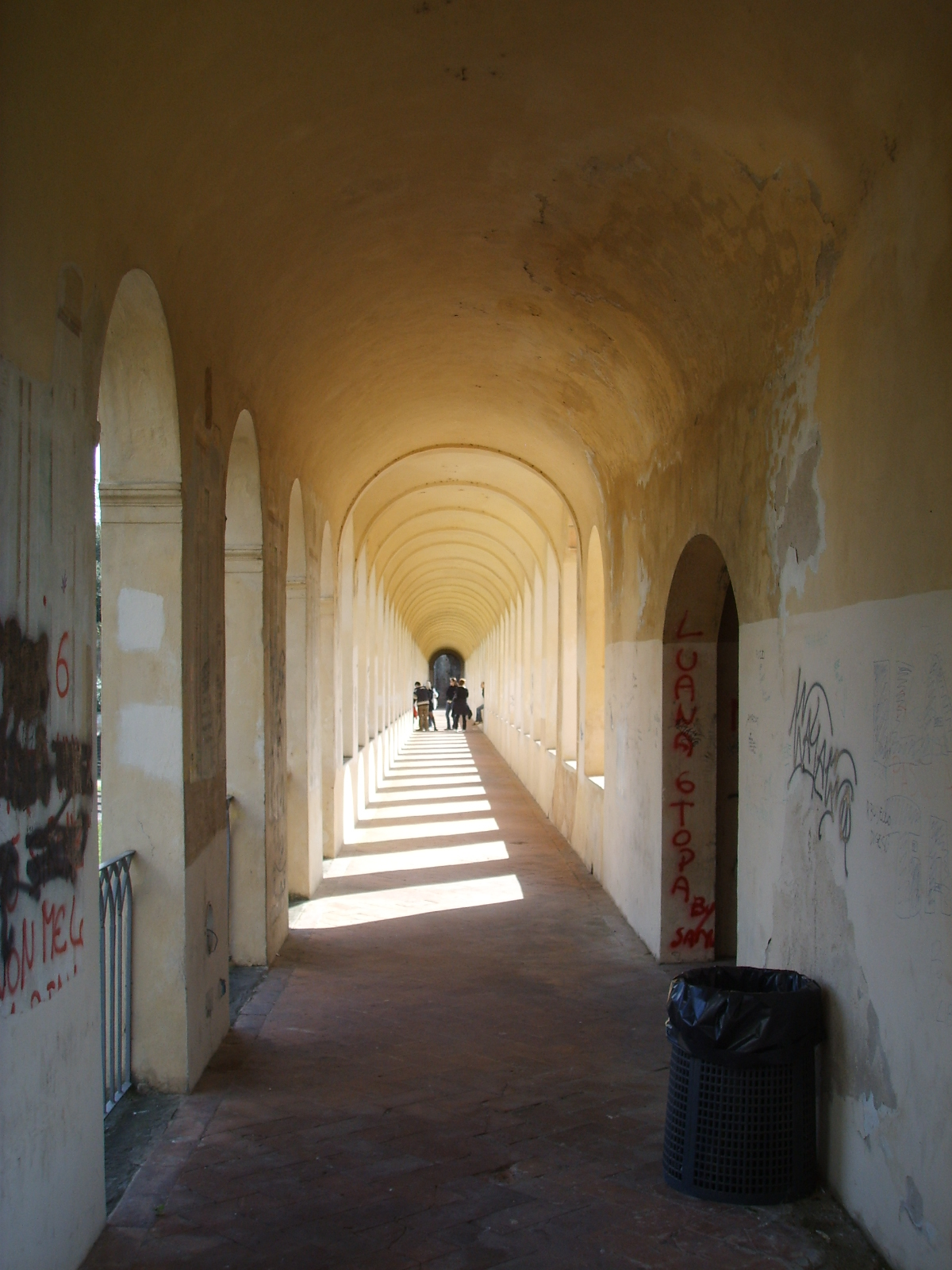
L'intérieur du chemin de ronde.
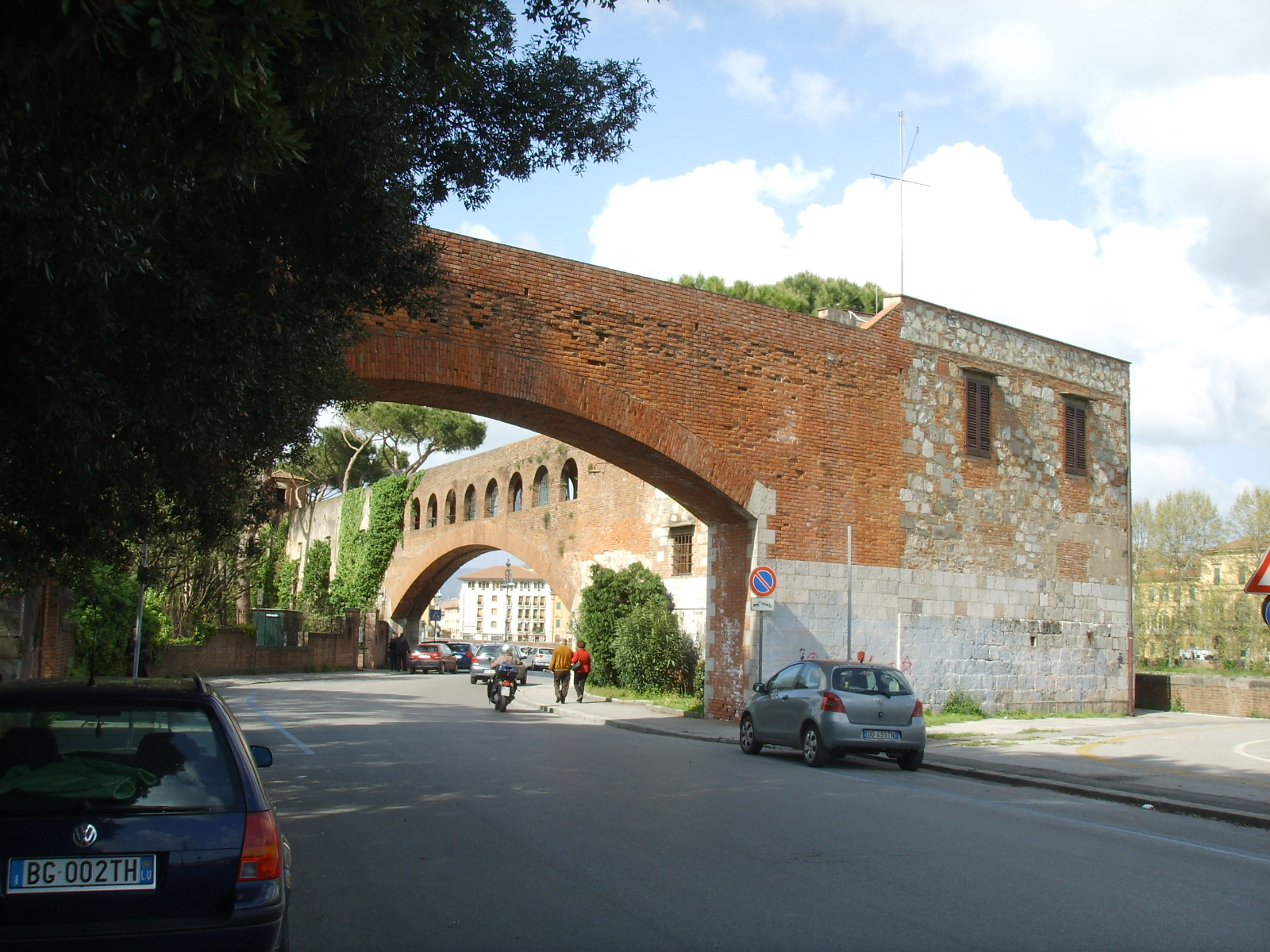
Arc de passage de la rivière.